# 오사정
오사정(大佐町)은 오카야마현의 북서부 아테쓰군에 있던 정이다. 돗토리현과 경계를 접하고 있었다.현재는 합병에 의해 니미시가 되었으며, 정사무소는 2014년 3월까지 니미시청이 사용했었다.

## 역사
- 1955년 - 아테쓰군 1정 2촌이 합병해 오사정이 성립하였다.
- 2005년 3월 31일 - 니미시 (초대), 아테쓰군 신고정, 뎃타정, 뎃세이정과 대등 합병으로 신 니미시가 되었다.

## 교통

### 도로
- 주고쿠 자동차도 - 오사SA

### 철도
- 서일본 여객철도
  - 하쿠비 선